# МР-30
МР-30 — російська двохступенева твердопаливна метеорологічна ракета з висотою підйома до 300 км. Висота підйому дозволяє віднести її також до класу геофізичних ракет.

## Опис
Створюється з 2008 року. Висота підйому 300 км при масі корисного вантажу (вимірювальна апаратура і дослідницьке обладнання) близько 150 кг.
Після завершення серії дослідних випробувань, ракета МР-30 буде використовуватися в системі Росгідромета для оперативного моніторинга стану верхньої атмосфери на регулярній основі. Дані будуть поступати до Росгідромета в режимі online.
Організація регулярних пусків ракет в різних географічних районах Росії дасть можливість оцінювати фізичні властивості верхньої атмосфери і моделювати її динамічні характеристики.
Стартувати в навколоземний космічний простір ракета МР-30 буде з полігону в селищі Тіксі на березі моря Лаптєвих. Його почали будувати ще в 90-ті роки: збудували стартові майданчики, сховища, системи енергозабезпечення. І все це через брак коштів довелося законсервувати. А зараз вже почалася «реанімація» полігону.

## Технічні характеристики ракети МР-30
| Повна маса              | не більше 1600 кг |
| Маса цільової апаратури | 150 кг            |
| Довжина (повна)         | 7988 мм           |
| Калібр                  | 450 мм            |
| Висота підйому          | 300 км            |